# Pavel Janáček
Pavel Janáček (Praga, 16 de janeiro de 1968) é um historiador da literatura checa e crítico focado na literatura popular e na cultura literária dos séculos XIX e XX. A sua pesquisa atual trata da problemática da censura literária. Desde 2010 é chefe do Departamento da Literatura Checa na Academia das Ciências da República Checa.